# Placopyrenium trachyticum
Placopyrenium trachyticum är en lavart som först beskrevs av Hazsl., och fick sitt nu gällande namn av Othmar Breuss. Placopyrenium trachyticum ingår i släktet Placopyrenium, och familjen Verrucariaceae. Arten är reproducerande i Sverige.